# Langelandia zacynthia
Langelandia zacynthia is een keversoort uit de familie somberkevers (Zopheridae). De wetenschappelijke naam van de soort werd in 1943 gepubliceerd door Heinze.